# Camellia compressa
Camellia compressa là một loài thực vật có hoa trong họ Theaceae. Loài này được X.K. Wen mô tả khoa học đầu tiên năm 1982.